# Formule 2
Pour les articles homonymes, voir F2.

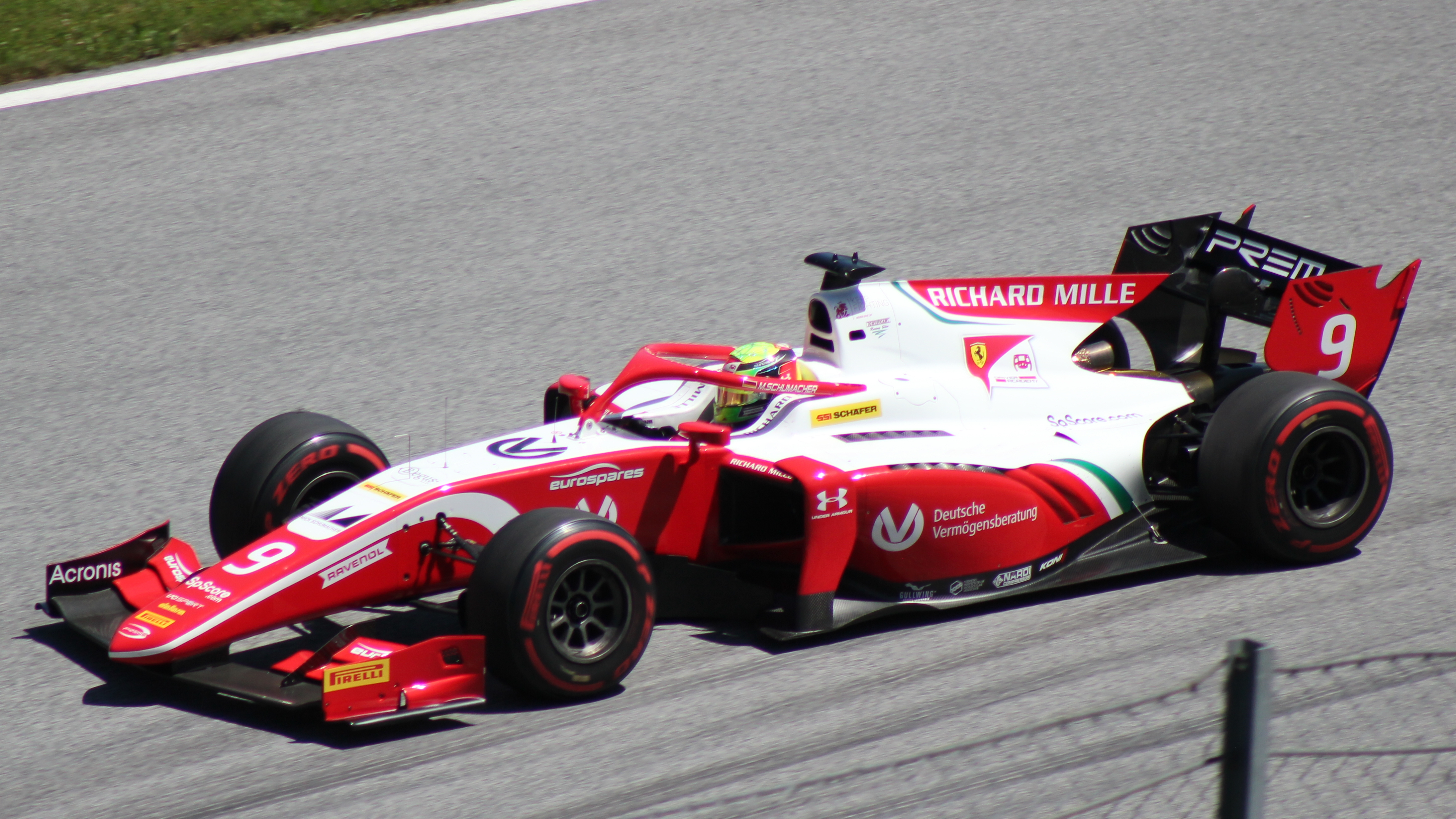
Dallara F2 2019 de Mick Schumacher.

La Formule 2 FIA, également connue sous l'abréviation F2, est une catégorie de compétition automobile de type monoplace. Réglementée par la Fédération internationale de l'automobile, la catégorie Formule 2 fait office de voie d'accès directe au haut niveau (et plus particulièrement, à la Formule 1) pour les jeunes pilotes. La catégorie a fait son retour en 2017, en remplacement des GP2 Series.
Initialement disputée sous la forme d'un championnat européen et de quelques séries nationales (notamment au Japon, en Grande-Bretagne et en Amérique du Sud), la F2 a progressivement disparu à la fin des années 1980, avant de renaître provisoirement à la fin des années 2000 avec un championnat indépendant, puis dans les années 2010 sous la forme d'un seul championnat disputé en ouverture des épreuves de Formule 1. Dans la hiérarchie des monoplaces, les F2 ont une puissance se situant entre la Formule 3 et la Formule 1.

## Historique

### Une première existence (1947-1987)

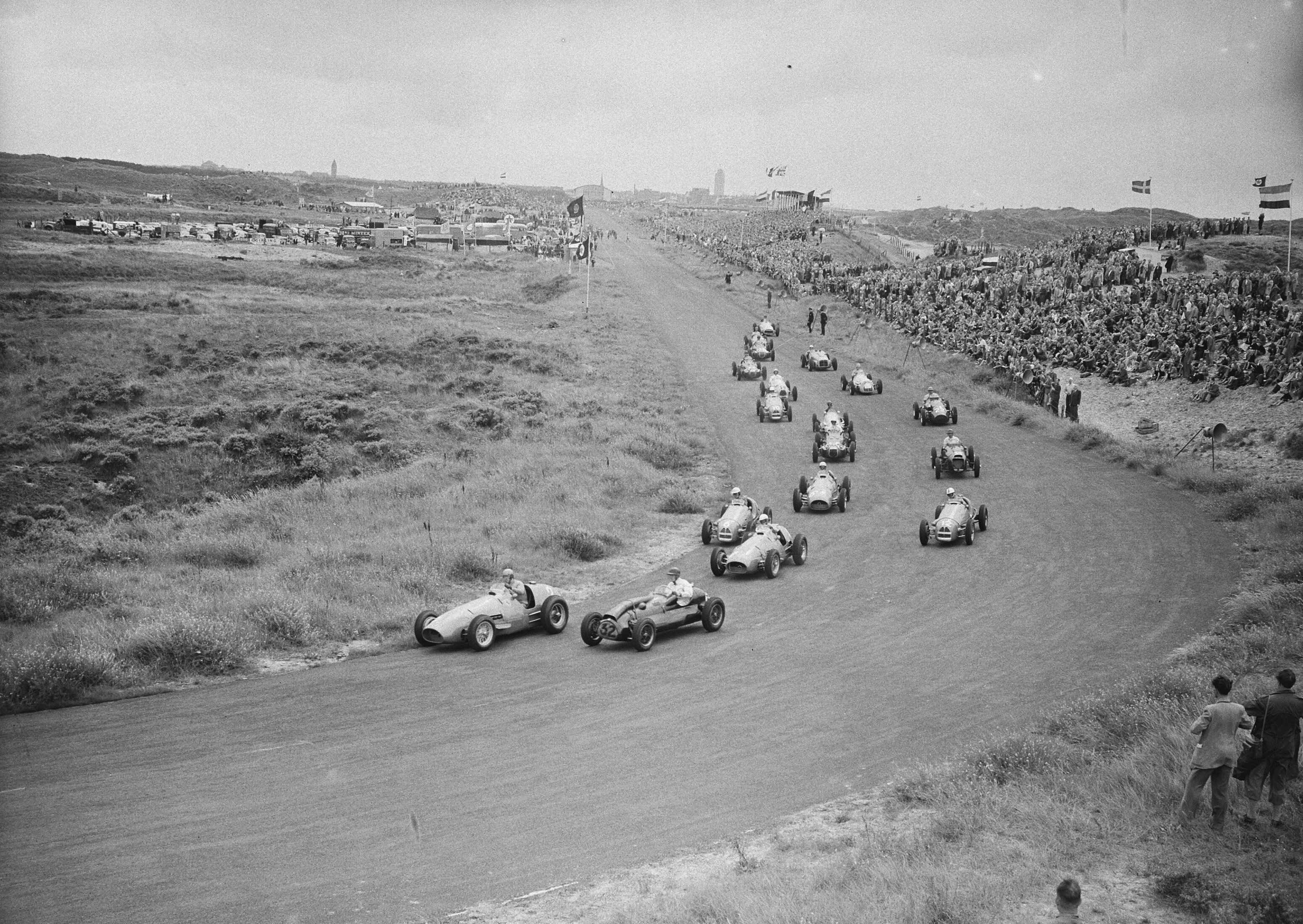
Grand Prix des Pays-Bas 1952.

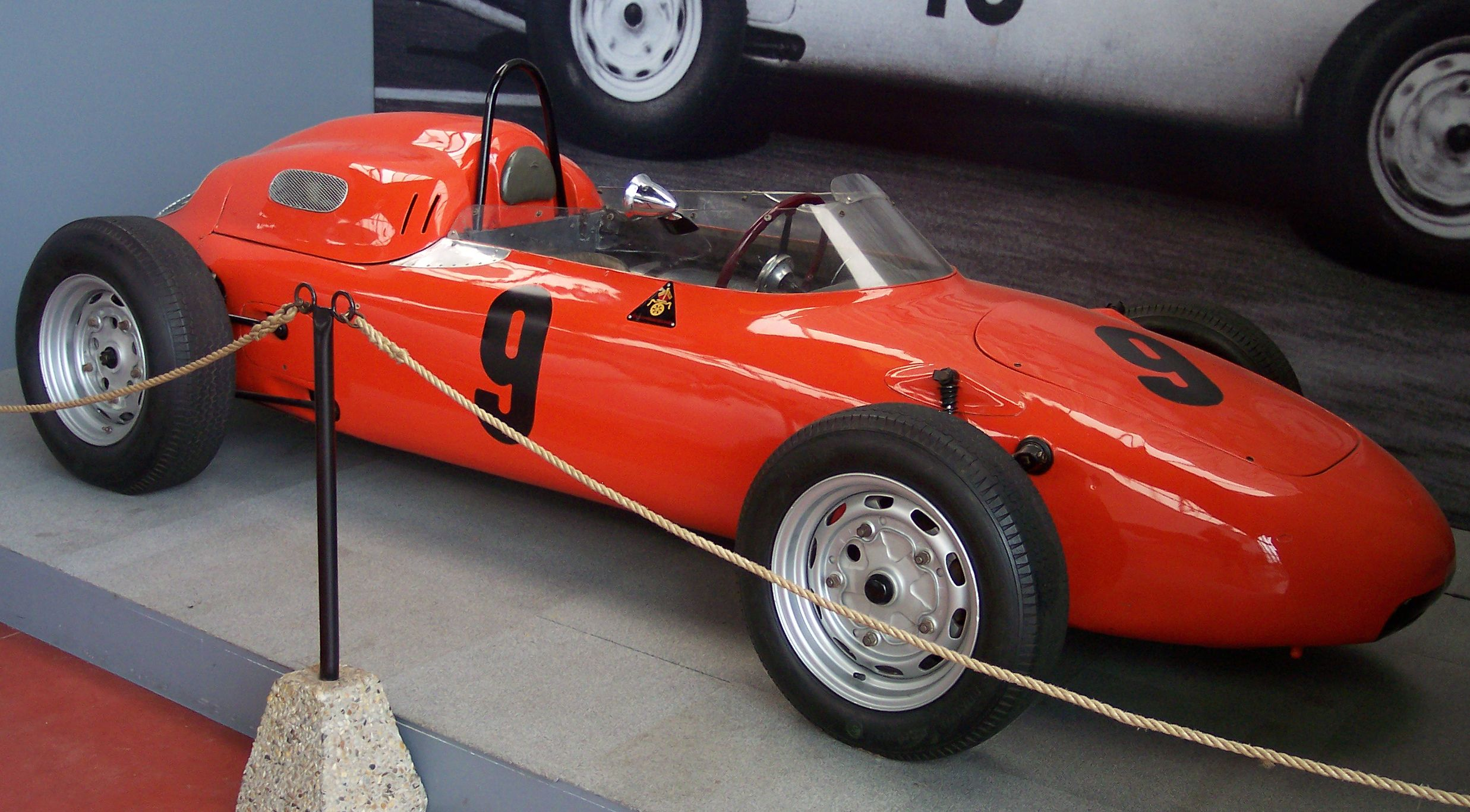
Porsche Formule 2 de 1960.

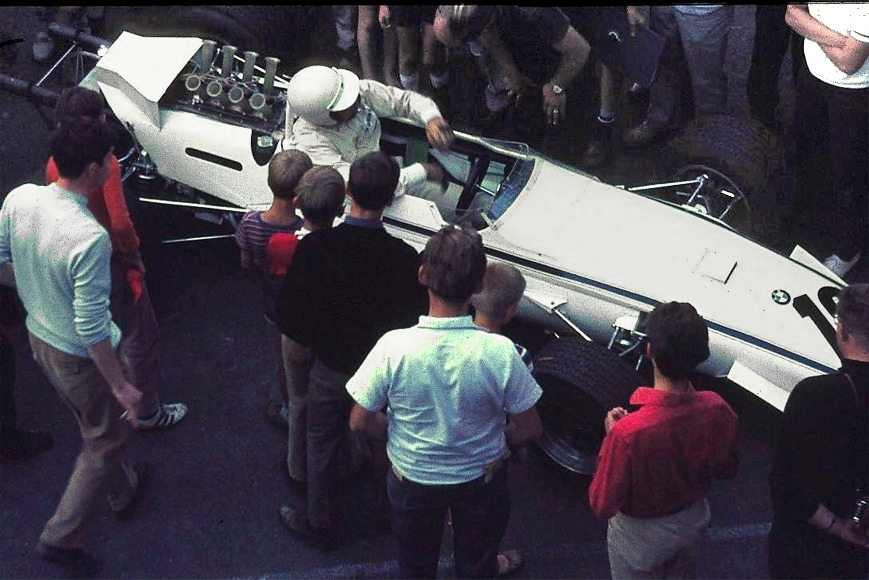
BMW Formule 2 de 1968.

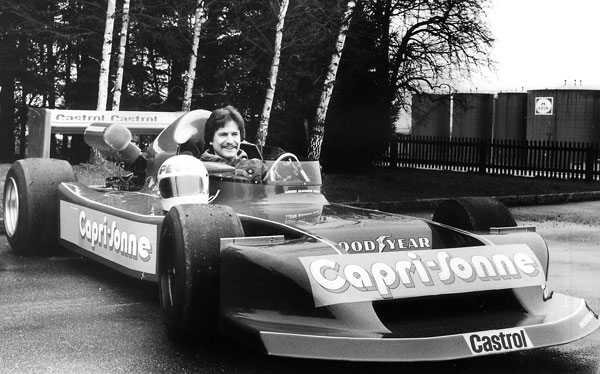
March Formule 2 de 1978.

Si la catégorie Formule 2 a été formellement codifiée par la FIA fin 1947 (un an après l'apparition officielle de la catégorie Formule 1), l'idée d'instaurer une hiérarchie remonte à la création des courses sur circuit. Jusqu'alors, par opposition aux Grands Prix, dans lesquels s'affrontaient les voitures les plus puissantes, existait une catégorie de cylindrée inférieure : les « voiturettes ». Diverses courses se déroulaient alors annuellement ou ponctuellement (ex : la Coupe de Catalogne, Coupe des Voiturettes, Coupe du Prince Rainier, etc.). C'est cette catégorie qui prendra le nom de « Formule de Course Internationale B » en 1948, rapidement abrégé en Formule B, puis Formule 2 à partir de 1949.
À la suite de la défection des principaux constructeurs de Formule 1 à la fin de la saison 1951, les instances internationales ont organisé le championnat du monde 1952 et 1953 sous la réglementation technique de Formule 22.
En 1961, la Formule 1 passant de 2 500 à 1 500 cm3, la Formule Junior (Formule 3 dans les années 1950) remplace de facto la Formule 2. Cette dernière renait en 1964, ainsi que la Formule 3 utilisant des moteurs de 1 000 cm3.
Jusqu'en 1967 et la création du championnat d'Europe, il n'existait pas de championnats internationaux de Formule 2. Il exista toutefois de 1961 à 1963 un championnat d'Europe de Formule Junior, lorsque cette catégorie remplaçait la Formule 2. 
Très populaire durant ses premières années d'existence, le championnat d'Europe de Formule 2 voyait les espoirs du sport automobile se frotter directement aux stars de la Formule 1, qui n'hésitaient pas à mettre leur réputation en danger en affrontant des pilotes moins chevronnés au sein d'une discipline dans laquelle les écarts de matériel étaient moindres qu'en F1. Mais ce mélange a progressivement disparu dans les années 1970, avec la spécialisation des pilotes et le cloisonnement des disciplines. 
En perte de vitesse, au début des années 1980, le championnat d'Europe de Formule 2 est remplacé à partir de 1985 par le championnat international de Formule 3000. L'appellation Formule 2 subsistera encore quelques années dans certains championnats nationaux (comme au Japon ou en Grande-Bretagne), avant de disparaître complètement.

### Renouveau (2009-2012)

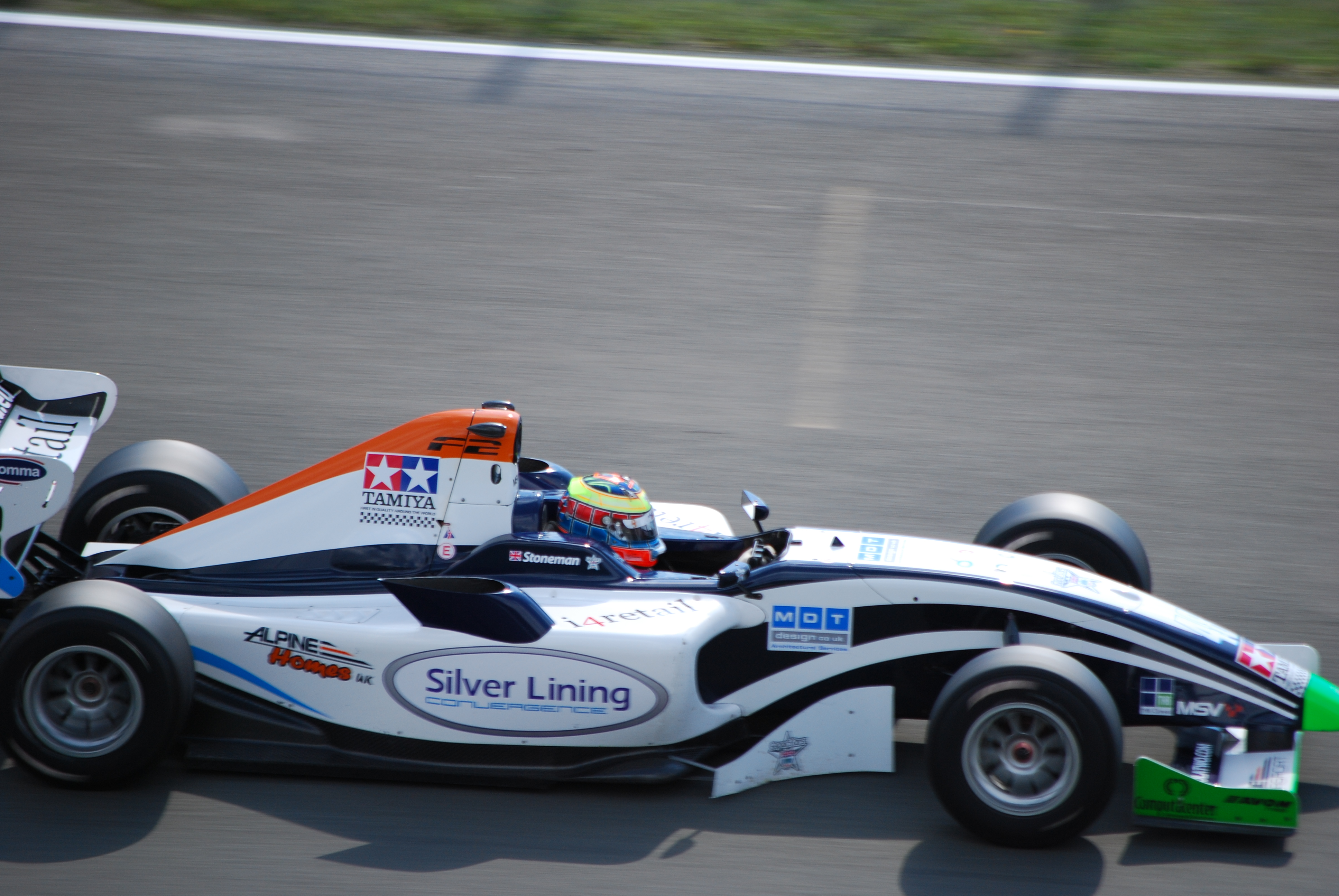
Une Formule 2 Williams-Audi de 2010.

En 2008, la FIA annonce que la Formule 2 fera son retour après 25 ans d'absence. Le championnat existe en parallèle du GP2 Series, qui n'est pas organisé par la FIA, et se dispute la plupart du temps dans le cadre des meetings du WTCC. Les autres courses ont lieu indépendamment  d'autres championnats, hormis la manche de Spa-Francorchamps, programmée dans le cadre de l'International GT Open.
Les monoplaces 2009 ont un châssis conçu par Williams et sont équipées d'un moteur Audi quatre-cylindres développé par Mountune Racing (moteur turbocompressé d'1,8 litre développant d'abord 400 ch, puis 425 ch en 2010). Le championnat a pour but d’aider des pilotes disposant de peu de moyens financiers à se faire connaître. Le coût d'une saison en Formule 2 est d'environ 240 000 euros. C'est la société MotorSport Vision de Jonathan Palmer qui est chargée de  promouvoir le championnat. Le week-end de course commence le samedi avec deux fois 30 minutes d'essais libres puis deux fois 30 minutes pour la séance de qualifications. Il y a deux courses par week-end de 40 minutes ou 110 km chacune. Un arrêt au stand pendant lequel le pilote doit obligatoirement s'arrêter 10 secondes est prévu pendant l'une des deux courses.
Le nouveau championnat débute en mai 2009 mais est rapidement en deuil : le 19 juillet à Brands Hatch, Henry Surtees, fils de John Surtees, est tué en course par une roue venant d'une monoplace accidentée, qui percute son casque en pleine ligne droite. Il avait 18 ans et avait signé son premier podium la veille.
Au terme de la saison 2012 et après quatre saisons, le championnat de Formule 2, mis en concurrence avec d'autres catégories (notamment les GP3 et GP2, de même que les formules Renault 2.0 et 3.5), cesse d'exister.

### Nouvelle apparition (depuis 2017)

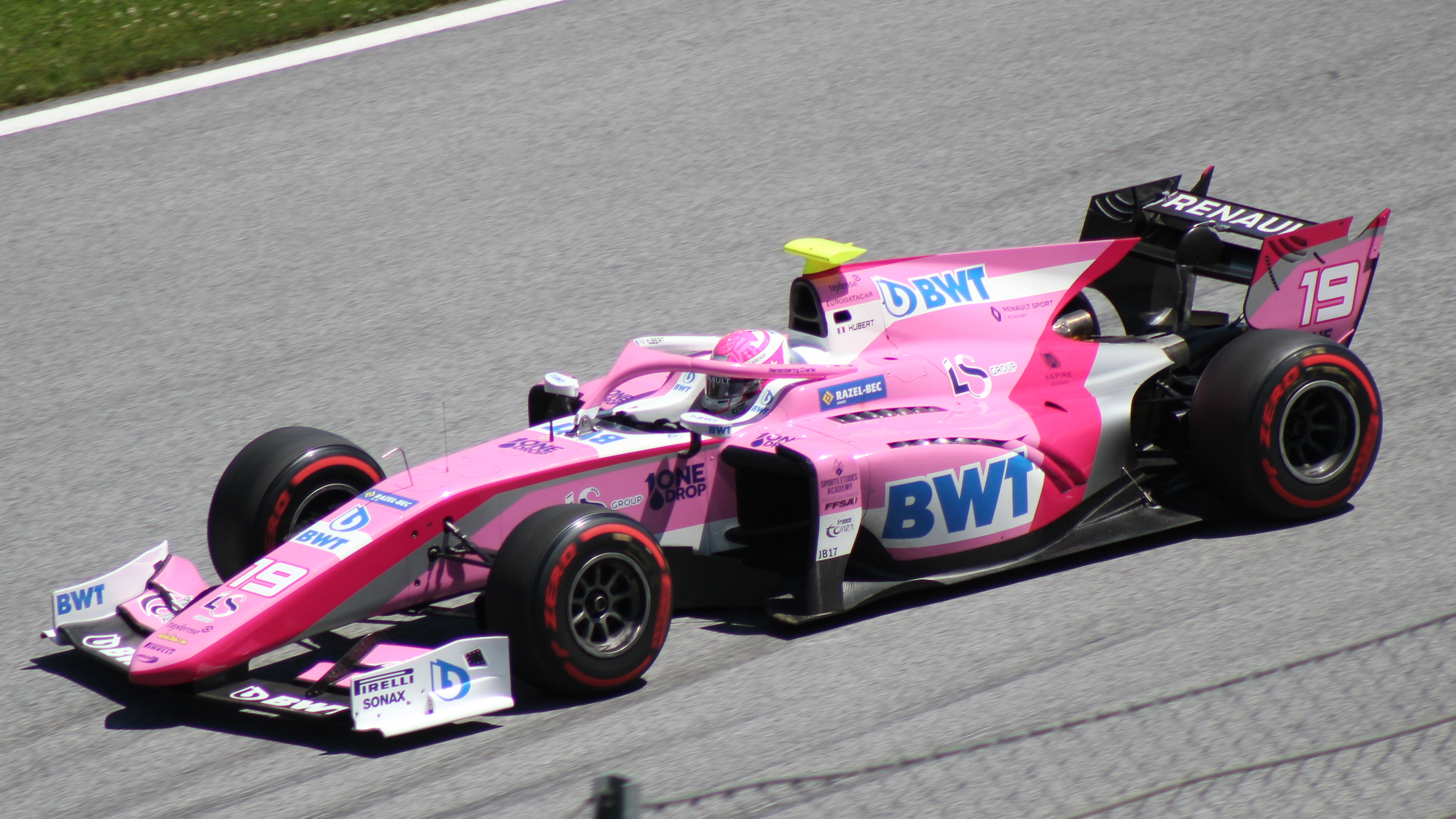
Anthoine Hubert dans sa monoplace de l'écurie Arden International.

En 2017, pour des raisons de visibilité présentant le championnat comme étant l'antichambre de la Formule 1, le GP2 Series est renommé « championnat de Formule 2 FIA ». La nouvelle voiture est dévoilée à Monza.
La Formule 2 est à nouveau endeuillée lors de la saison 2019, le 31 août, lorsque le jeune pilote français Anthoine Hubert, est tué à l'âge de 22 ans dans un accident impliquant plusieurs pilotes à Spa-Francorchamps. Après avoir percuté le rail de sécurité, sa monoplace est percutée à grande vitesse par celle de l'Américain Juan Manuel Correa (qui sera lui-même gravement blessé) à la sortie du raidillon de l'Eau Rouge. Anthoine Hubert décèdera à 18 h 35 des suites de ses blessures. Le lendemain de l'accident, une cérémonie d'hommage aura lieu en présence de tous les pilotes et staffs présents. Une minute de silence sera observée en sa mémoire avant le départ du Grand Prix de F1.

## Épreuves

### Compétitions existantes de F2 modernes
| Zone - pays | Compétition                  | Appellation originale      | Cat. | Monoplace                 | Date création |
| ----------- | ---------------------------- | -------------------------- | ---- | ------------------------- | ------------- |
| Monde       | Championnat de Formule 2 FIA | FIA Formula 2 Championship | FIA  | Dallara F2 2024Mecachrome | 2017          |

| Icône | Catégorie           |
| ----- | ------------------- |
| FIA   | Certifié par la FIA |

### Compétitions existantes de F2 anciennes
Du fait du succès passé de la Formule 2, des modèles de voiture font l'objet d'une réutilisation dans le cadre de championnats historiques.